# グザヴィエ・ジャノリ
グザヴィエ・ジャノリ（Xavier Giannoli, 1972年3月7日 - ）は、フランスの映画監督、脚本家、映画プロデューサーである。

## 人物
1993年より10本の映画を監督している。第69回ヴェネツィア国際映画祭のコンペティション部門では『ある朝突然、スーパースター』が金獅子賞を争った。

## フィルモグラフィ
- Le condamné (1993) 短編、監督・脚本
- Terre sainte (1994) 短編、監督・脚本
- J'aime beaucoup ce que vous faites (1995) 短編、監督・脚本
- Dialogue au sommet (1996) 短編、監督
- L'interview (1998) 短編、監督・脚本
- DEMONLOVER デーモンラヴァー Demonlover (2002) 製作
- Les corps impatients (2003) 監督・脚本
- 情痴 アヴァンチュール Une aventure (2005) 監督・脚本
- Quand j'étais chanteur (2006) 監督・脚本
- À l'origine (2009) 監督・脚本
- ある朝突然、スーパースター Superstar (2012) 監督・脚本

## 受賞歴
| 賞                     | 年     | 部門           | 作品名                     | 結果       |
| ---------------------- | ------ | -------------- | -------------------------- | ---------- |
| カンヌ国際映画祭       | 2006年 | パルム・ドール | Quand j'étais chanteur     | ノミネート |
| カンヌ国際映画祭       | 2009年 | パルム・ドール | À l'origine                | ノミネート |
| ヴェネツィア国際映画祭 | 2012年 | 金獅子賞       | ある朝突然、スーパースター | ノミネート |